# Port lotniczy Dżirgatal
Port lotniczy Dżirgatal – port lotniczy położony w miejscowości Dżirgatal, w Tadżykistanie. Obsługuje połączenia krajowe.